# Guido Corsi
Guido Corsi (Trieste, 1º gennaio 1887 – Monte Valderoa, 13 dicembre 1917) è stato un militare italiano, decorato di Medaglia d'oro al valor militare alla memoria nel corso della prima guerra mondiale.

## Biografia
Nacque a Trieste, allora parte dell'Impero austro-ungarico, il 1º gennaio 1887, figlio di Enrico e di Angelina Talkner. Frequentò il Liceo ginnasio statale Dante Alighieri, al termine del quale, per seguire i corsi di filologia classica, si iscrisse all'università di Vienna. A causa del forte ambiente anti-italiano presente nella capitale, ritornò in Italia, iscrivendosi all’Università di Firenze dove conseguì la laurea in lettere. Rientrato a Trieste ottenne la cattedra in lingue classiche presso il Liceo ginnasio statale Dante Alighieri, venne nominato professore effettivo dal comune di Trieste nel 1914. A questa nomina si oppose l'Imperiale-regio Governo poiché egli era segnalato come irredentista. Amante del turismo alpino tenne conferenze presso la Società Alpina delle Alpi Giulie. Dopo l'assassinio dell'Arciduca Francesco Ferdinando a Sarajevo, il governo austro-ungarico dichiarò guerra al Regno di Serbia, e fu l'inizio della prima guerra mondiale. Per sottrarsi all'arruolamento nell'esercito, nel mese di agosto fuggì a Roma dove, grazie ad alcune conoscenze, il Regio Ministero della Pubblica Istruzione gli assegnò la cattedra di professore presso l'Istituto tecnico "A. Buonarroti" di Arezzo. Interventista convinto, tenne numerose conferenze al riguardo.
Dopo l'entrata in guerra del Regno d'Italia (1861-1946), avvenuta il 24 maggio 1915, si arruolò volontario nel Regio Esercito sotto il falso nome di Guido Colombo, assegnato al corpo degli alpini in forza al battaglione alpini "Gemona" dell'8º Reggimento alpini. Nel mese di agosto fu nominato sottotenente, ed entrò in forza al battaglione alpini "Feltre", del 7º Reggimento alpini. Si distinse durante i combattimenti in Carnia, sul Pal Grande e successivamente sul Cauriol.
Nel maggio 1916, durante il corso della battaglia degli Altipiani, rimase ferito all'omero sinistro sul Monte Cima, in Valsugana ricevendo per questo un Encomio Solenne. Terminata la convalescenza ritornò in prima linea, venendo promosso tenente nel giugno 1917. Divenuto capitano nel mese di novembre, assunse il comando della 64ª Compagnia schierata sul Monte GrappaMonte Valderoa. Nel successivo mese di dicembre dovette fronteggiare i furiosi attacchi del nemico che cercava di sfondare le linee italiane per aprirsi la via verso il Brenta e il Piave. L'alba del 13 dicembre 1917 trovò il battaglione alpini "Feltre", in attesa di un nuovo attacco avversario, che si scatenò inizialmente con un intenso fuoco d'artiglieria che distrusse reticolati, trincee, gallerie ed apprestamenti difensivi, provocando gravi perdite tra le truppe italiane. Alle 11:30 le truppe della 51ª Divisione tedesca, sostenute dagli Standschützen austro-ungarici, si lanciarono all'attacco incontrando la tenace resistenza degli alpini.
Messa personalmente in azione una mitragliatrice rimasta senza serventi, cadde colpito a morte in piena fronte da una pallottola di fucile. Con Decreto Luogotenenziale del 13 ottobre 1918 gli fu concessa la Medaglia d'oro al valor militare alla memoria.

### Fonti
1. ↑  Carolei, Greganti, Modica 1968, p. 236.
2. 1 2 3 4 5 6  Generals.
3. 1 2 3 4 5 6 7 8 9  Bianchi, Cattaneo 2011, p. 156.
4. 1 2 3 4 5  Bianchi, Cattaneo 2011, p. 157.
5. ↑  Sito web del Quirinale: dettaglio decorato.